# Maria Albrecht
Maria Albrecht, nacida Wenzel, (Eggebrechtsmühle, distrito de Schlochau, 14 de febrero de 1850-Görlitz, 16 de julio de 1923) fue una escritora alemana. Publicó bajo el seudónimo de Maria Hellmuth.

## Biografía
Albrecht fue uno de los seis hijos de un terrateniente en Prusia Occidental. Perdió a su padre a la edad de cinco años, tras lo cual se mudó con su madre y sus hermanos a una ciudad más grande en Prusia Occidental. El deseo de convertirse en maestra no se cumplió porque Albrecht se casó con un hombre de negocios cuando era joven. Se trasladaron a Berlín. Tuvieron una hija que murió a los 13 años. A partir de 1892 Albrecht se dedicó a escribir. Desde 1899 hasta su muerte vivió en Görlitz.

## Obras (selección)

### Novelas
- Pobre chica. Novela. Editorial Hillger, Leipzig 1905.
- ¿Fue compasión? Novela. Editorial Hillger, Leipzig 1912.
- En la duodécima hora. Novela. Editorial Klambt, Speyer 1913 (Biblioteca moderna de diez peniques; vol. 109).

### Cuentos
- Su mejor idea. Desertor. Novelas. Editorial Hillger, Berlín 1907.
- Nobleza del corazón. Narrativa . De Maria Hellmuth. Weber, Heilbronn 1911.
- Un legado fatídico. Narrativa. 1911.
- A salvo. Novela. Editorial Weber, Heilbronn 1915 (Biblioteca moderna de Weber; vol. 229).
- El agujero en el bolsillo. Narrativa. Editorial Hillger, Leipzig 1910.